# Filmografia di Edwin S. Porter

## Filmografia (parziale)

### Regista

#### 1899
- The Cavalier's Dream
- Strange Adventure of New York Drummer
- The America's Cup Race

#### 1900
- The Magician (1900)
- Ching Ling Foo Outdone (1900)
- An Animated Luncheon (1900)
- Uncle Josh's Nightmare (1900)
- Uncle Josh in a Spooky Hotel (1900)
- The Mystic Swing (1900)
- Faust and Marguerite (1900)
- An Artist's Dream (1900)
- A Dull Razor (1900)

#### 1901
- Terrible Teddy, the Grizzly King (1901)
- The Automatic Weather Prophet
- The Finish of Bridget McKeen
- Why Mr. Nation Wants a Divorce
- The Old Maid Having Her Picture Taken
- Kansas Saloon Smashers
- The Donkey Party
- Love by the Light of the Moon
- Happy Hooligan Surprised
- Happy Hooligan April-Fooled
- Pie, Tramp and the Bulldog
- Laura Comstock's Bag-Punching Dog  (1901)
- The Tramp's Strategy That Failed
- How the Dutch Beat the Irish
- Another Job for the Undertaker
- What Happened on Twenty-third Street, New York City
- The Reversible Divers
- The Farmer and the Bad Boys
- Soubrette's Troubles on a Fifth Avenue Stage Coach
- Circular Panorama of Electric Tower
- 'Weary Willie' and the Gardener
- Sampson-Schley Controversy
- Rubes in the Theatre
- The Martyred Presidents
- Pan-American Exposition by Night
- Panorama of Esplanade by Night
- Trapeze Disrobing Act
- Execution of Czolgosz with Panorama of Auburn Prison
- Carrying Out the Snakes
- The Artist's Dilemma
- The Tramp's Unexpected Skate
- The Old Maid in the Horsecar
- Day at the Circus

#### 1902
- Uncle Josh at the Moving Picture Show (1902)
- The Weary Hunters and the Magician
- Chinese Shaving Scene
- Burning of Durland's Riding Academy
- The Golden Chariots
- Great Bull Fight
- Fun in a Bakery Shop
- Babies Rolling Eggs
- The Burlesque Suicide, No. 2
- Appointment by Telephone
- Jack and the Beanstalk, co-regia di George S. Fleming (1902)
- Rock of Ages (1902)
- How They Do Things on the Bowery (1902)
- The Interrupted Bathers, co-regia di George S. Fleming (1902)

#### 1903
- The Unappreciated Joke
- Life of an American Fireman
- Goo Goo Eyes
- New York City Dumping Wharf
- New York City 'Ghetto' Fish Market
- Razzle Dazzle
- The Gay Shoe Clerk
- Subub Surprises the Burglar
- Rube and Mandy at Coney Island
- Little Lillian, Toe Danseuse
- Uncle Tom's Cabin (1903)
- Turning the Tables (1903)
- Rube and Fender
- The Messenger Boy's Mistake (1903)
- The Heavenly Twins at Odds
- The Heavenly Twins at Lunch
- The Extra Turn
- A Romance of the Rail
- What Happened in the Tunnel
- The Great Train Robbery (1903)
- White Wings on Review
- The Road of Anthracite

#### 1904
- Rector's to Claremont
- Midnight Intruder
- Casey's Frightful Dream
- Animated Painting
- Pranks of Buster Brown and His Dog Tige
- Babe and Puppies
- Western Stage Coach Hold Up
- Rounding Up and Branding Cattle
- Dog Factory
- A Brush Between Cowboys and Indians
- 'Weary Willie' Kidnaps a Child
- Scenes in an Infant Orphan Asylum
- How a French Nobleman Got a Wife Through the 'New York Herald' Personal Columns
- European Rest Cure
- Capture of the 'Yegg' Bank Burglars
- Nervy Nat Kisses the Bride
- Parsifal
- Love Will Find a Way (1904)
- A Rube Couple at a County Fair
- The Ex-Convict (1904)
- Scarecrow Pump
- The Strenuous Life; or, Anti-Race Suicide
- Maniac Chase

#### 1905
- The Kleptomaniac (1905)
- The Seven Ages (1905)
- How Jones Lost His Roll (1905)
- The Whole Dam Family and the Dam Dog (1905)
- Coney Island at Night (1905)
- The Burglar's Slide for Life (1905)
- Scenes and Incidents, Russo-Japanese Peace Conference, Portsmouth, N. H. (1905)
- The White Caps, co-regia di Wallace McCutcheon (1905)
- The Little Train Robbery (1905)
- The Watermelon Patch, co-regia di Wallace McCutcheon (1905)
- The Miller's Daughter, co-regia di Wallace McCutcheon - non accreditati  (1905)
- The Train Wreckers (1905)
- Life of an American Policeman, co-regia di Wallace McCutcheon (1905)
- The Night Before Christmas (1905)
- Coney Island (1905)

#### 1906
- Police Chasing Scorching Auto, co-regia di Wallace McCutcheon (1906)
- Dream of a Rarebit Fiend, co-regia di Wallace McCutcheon (1906)
- A Winter Straw Ride, co-regia di Wallace McCutcheon - non accreditati (1906)
- The Terrible Kids, co-regia di Wallace McCutcheon (1906)
- Three American Beauties, co-regia di Wallace McCutcheon - non accreditati (1906)
- The Life of a Cowboy (1906)
- Holdup of the Rocky Mountain Express (1906)
- Waiting at the Church (1906)
- Kathleen Mavourneen (1906)
- How the Office Boy Saw the Ball Game (1906)
- Getting Evidence (1906)
- The Honeymoon at Niagara Falls (1906)

#### 1907
- Daniel Boone, co-regia di Wallace McCutcheon (1907)
- The 'Teddy' Bears, co-regia di Wallace McCutcheon - non accreditati (1907)
- Cohen's Fire Sale (1907)
- The Rivals (1907)
- Jack the Kisser (1907)
- Midnight Ride of Paul Revere (1907)
- The Trainer's Daughter; or, A Race for Love
- College Chums (1907)
- Laughing Gas (1907)
- A Little Girl Who Did Not Believe in Santa Claus, co-regia di J. Searle Dawley (1907)
- Poor John (1907)

#### 1908
- A Suburbanite's Ingenious Alarm, co-regia di J. Searle Dawley (1908)
- Fireside Reminiscences, co-regia J. Searle Dawley (1908)
- A Yankee Man-o-Warsman's Fight for Love
- Nellie, the Pretty Typewriter
- Animated Snowballs
- Tale the Autumn Leaves Told (1908)
- Nero and the Burning of Rome
- The Merry Widow Waltz Craze
- The Gentleman Burglar (1908)
- The Painter's Revenge
- Curious Mr. Curio
- Skinner's Finish
- The Blue and the Gray; or, The Days of '61
- Honesty Is the Best Policy (1908)
- Love Will Find a Way (1908)
- The Boston Tea Party (1908)
- The Face on the Bar-Room Floor (1908)
- A Dumb Hero
- Tales the Searchlight Told
- Life's a Game of Cards
- When Ruben Comes to Town
- Romance of a War Nurse (1908)
- The Devil (1908)
- Wifey's Strategy
- The Leprechaun: An Irish Fairy Story
- Pocahontas: A Child of the Forest
- The Lover's Guide
- A Voice from the Dead (1908)
- The Bridge of Sighs (1908)
- L'oro nascosto (Ex-Convict No. 900) (1908)
- A Fool for Luck; or, Nearly a Policeman (1908)
- The Army of Two (An Incident During the American Revolution) (1908)
- A Football Warrior (1908)
- Saved by Love (1908)
- The Jester (1908)
- The Lovers' Telegraphic Code (1908)
- She (1908)
- The Lady or the Tiger (1908)
- Lord Feathertop (1908)
- Miss Sherlock Holmes (1908)
- The Tale the Ticker Told (1908)
- The Angel Child (1908)
- A Street Waif's Christmas (1908)

#### 1909
- Where Is My Wandering Boy Tonight? (1909)
- A Burglar Cupid (1909)
- A Modest Young Man  (1909)
- The Adventures of an Old Flirt (1909)
- A Daughter of the Sun (1909)
- A Bird in a Gilded Cage  (1909)
- The Colored Stenographer (1909)
- Mary Jane's Lovers (1909)
- Love Is Blind (1909)
- A Midnight Supper (1909)
- Strolling Players (1909)
- A Cry from the Wilderness; or, A Tale of the Esquimaux and Midnight Sun (1909)
- Oh! Rats!
- Hard to Beat (1909)
- On the Western Frontier (1909)
- Unappreciated Genius (1909)
- Father's First Half-Holiday (1909)
- A Cup of Tea and She (1909)
- Uncle Tom Wins (1909)
- An Unsuccessful Substitution (1909)
- The Doctored Dinner Pail (1909)
- Fuss and Feathers (1909)
- The Pony Express (1909)
- See a Pin and Pick It Up, All That Day You'll Have Good Luck
- A Child's Prayer (1909)
- Love's Sacrifice (1909)
- A Coward (1909)
- The Price of a Soul
- A Child of the Forest
- The Temptation
- A Great Game
- The Three Kisses (1909)
- The Heart of a Clown (1909)
- The House of Cards – cortometraggio (1909)
- A Gift from Santa Claus – cortometraggio (1909)
- Faust – cortometraggio (1909)

#### 1910
- Too Many Girls (1910)
- Pardners – cortometraggio (1910)
- The Engineer's Romance – cortometraggio (1910)
- Luck of Roaring Camp – cortometraggio (1910)
- The Livingston Case – cortometraggio (1910)
- Ranson's Folly – cortometraggio (1910)
- A Western Romance (1910)
- Bradford's Claim (1910)
- The Heart of a Rose (1910)
- For Her Sister's Sake – cortometraggio (1910)
- Her First Appearance, co-regia di Ashley Miller – cortometraggio (1910)
- All on Account of a Laundry Mark (1910)
- Russia, the Land of Oppression (1910)
- Out of the Night – cortometraggio (1910)
- The Old Loves and the New – cortometraggio (1910)
- Peg Woffington – cortometraggio (1910)
- The Attack on the Mill – cortometraggio (1910)
- Love and the Law – cortometraggio (1910)
- Alice's Adventures in Wonderland – cortometraggio (1910)
- Almost a Hero – cortometraggio (1910)
- Ononko's Vow, co-regia di Frank McGlynn Sr. – cortometraggio (1910)
- The Farmer's Daughter – cortometraggio (1910)
- Riders of the Plains – cortometraggio (1910)
- The Stolen Claim – cortometraggio (1910)
- The Toymaker, the Doll and the Devil – cortometraggio (1910)
- His Mother's Thanksgiving – cortometraggio (1910)
- The Greater Love – cortometraggio (1910)
- The Cowpuncher's Glove – cortometraggio (1910)
- The Winning of Miss Langdon – cortometraggio (1910)

#### 1911
- The Lover and the Count (1911)
- A Heroine of '76 (1911)
- The Price of Victory (1911)
- The Iron Master (1911)
- By the Light of the Moon (1911)
- A Night of Terror (1911)
- The Test of Love
- The Strike at the Mines (1911)
- Silver Threads Among the Gold (1911)
- A Buried Past
- Captain Nell (1911)
- Madeline's Rebellion (1911)
- On the Brink, co-regia Lois Weber (1911)
- A Famous Duel
- Sherlock Holmes, Jr.
- Money to Burn (1911)
- The White Red Man (1911)
- The Lighthouse by the Sea (1911)
- The Rose and the Dagger
- A Cure for Crime
- Lost Illusions
- Leaves of a Romance (1911)

#### 1913
- His Neighbor's Wife (1913)
- The Prisoner of Zenda, co-regia Hugh Ford (1913)

#### 1914
- Such a Little Queen, co-regia Hugh Ford (1914)
- The Crucible, co-regia Hugh Ford (1914)

#### 1915
- The Morals of Marcus, co-regia Hugh Ford (1915)
- Niobe, co-regia Hugh Ford (1915)
- When We Were Twenty-One, co-regia Hugh Ford (1915)
- The Eternal City, co-regia Hugh Ford (1915)
- Jim the Penman (1915)
- Bella Donna, co-regia Hugh Ford (1915)
- The Prince and the Pauper, co-regia Hugh Ford (1915)
- Lydia Gilmore, co-regia Hugh Ford (1915)